# Scleria rehmannii
Scleria rehmannii är en halvgräsart som beskrevs av Charles Baron Clarke. Scleria rehmannii ingår i släktet Scleria och familjen halvgräs. Inga underarter finns listade i Catalogue of Life.